# Okap za Zerwą Pierwszy
Okap za Zerwą Pierwszy, Schronisko w wąwozie przy przysiółku Skały II – okap w skałach na prawym zboczu doliny Zimny Dół na terenie wsi Czułów, w gminie Liszki w województwie małopolskim w obrębie rezerwatu przyrody Zimny Dół. Pod względem geograficznym jest to obszar Garbu Tenczyńskiego w obrębie Wyżyny Krakowsko-Częstochowskiej.

## Opis obiektu
Znajduje się w grupie skał Labirynt, tuż obok ścieżki dydaktycznej prowadzącej przez skalny labirynt Zimnego Dołu. Po górnej stronie Uliczki znajduje się Mur Wielkiej Zerwy, który od strony uliczki tworzy okap o długości 25 m i zasięgu dochodzącym do 4 m. Pod okapem znajduje się poziomy taras.
Okap powstał w wapieniach skalistych z okresu jury późnej. Nacieków brak, namulisko obfite, złożone z gruzu wapiennego zmieszanego z lessem. Jest w pełni widny
Tuż za nim w następnej skale znajduje się Okap za Zerwą Drugi, zaś poniżej uliczki Schronisko między Okapami.

## Historia poznania i dokumentacji
Okap znany jest od dawna. Zinwentaryzował go Kazimierz Kowalski w 1951 r. jako Schronisko za Zerwą II. Nazwa ta obejmowała obydwa okapy; Okap za Zerwą Pierwszy i Drugi.  Dokumentację sporządzili A. Górny w listopadzie 2009 r. Plan opracował M. Pruc.

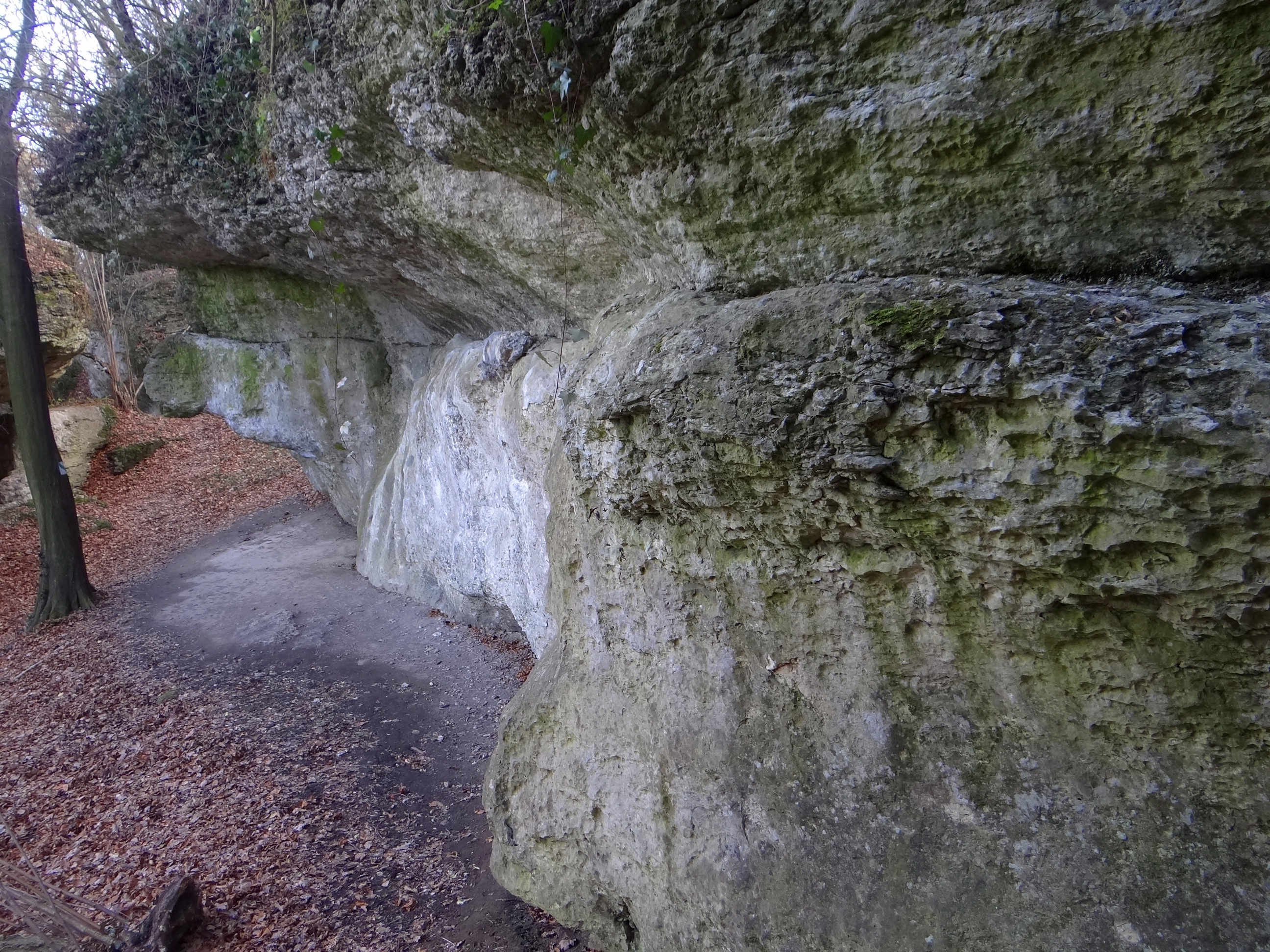
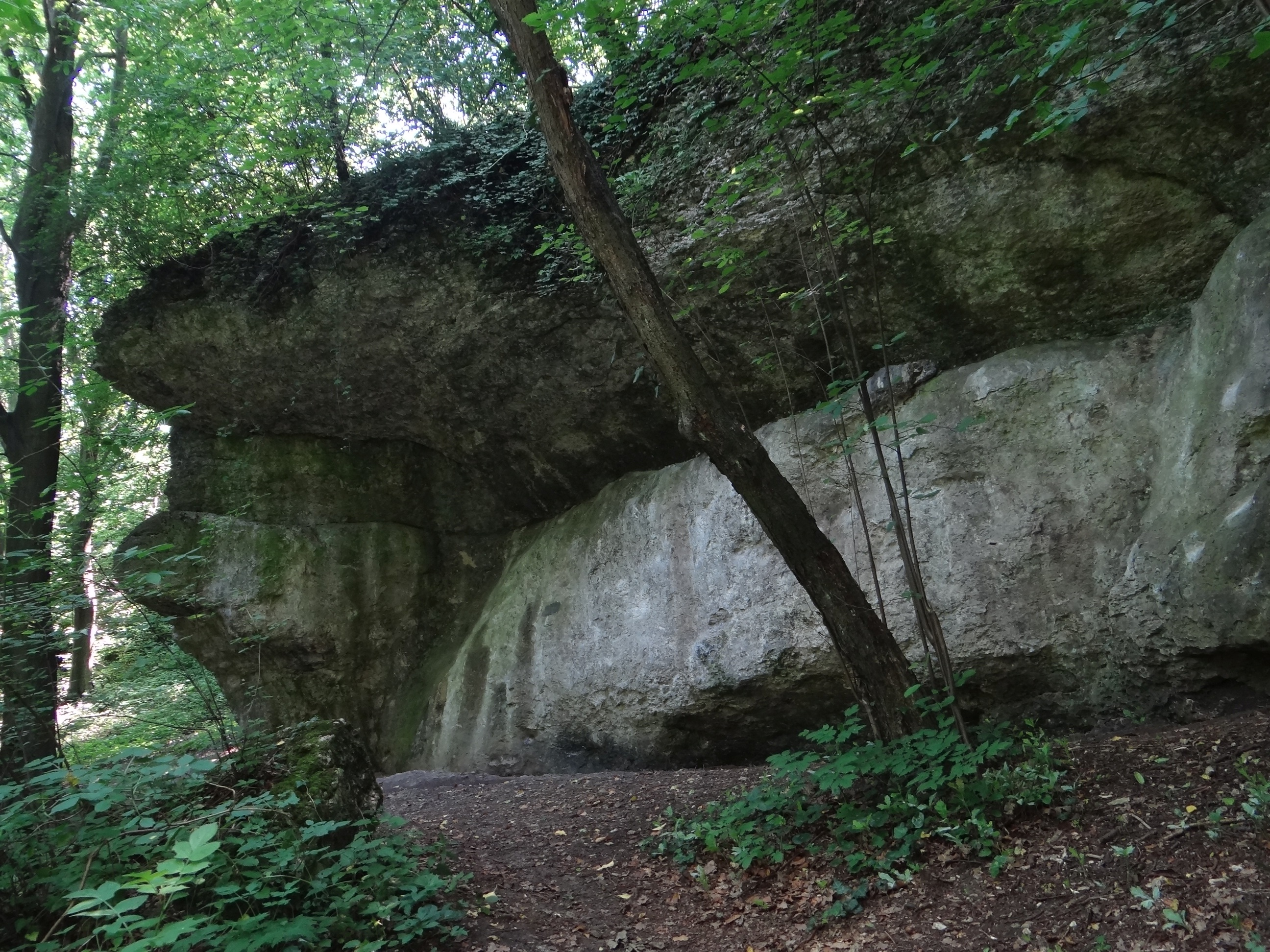
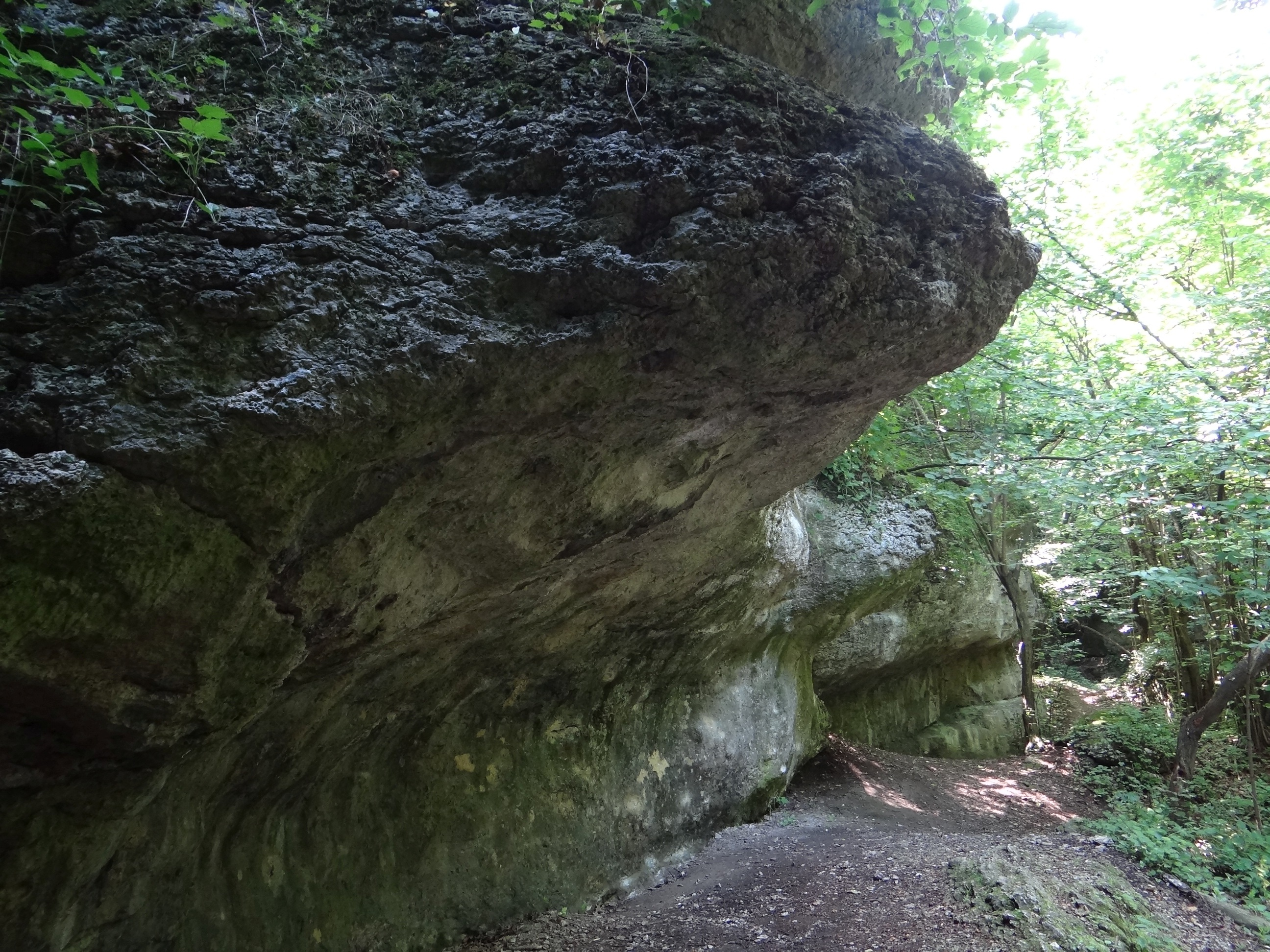